# Сара Десен
Сара Десен (на английски: Sarah Dessen) е американска писателка на бестселъри в жанра юношески любовен роман.

## Биография и творчество
Сара Елизабет Десен е родена на 6 юни 1970 г. в Еванстън, Илинойс, САЩ. Двамата ѝ родители са професори – баща ѝ преподава Шекспир и майка ѝ преподава класиците. Има един брат. Израства в Северна Каролина. Когато е 8-9 годишна получава пишеща машина и започва да пише свои истории. През 1988 г. завършва гимназия в Чапъл Хил. В гимназията има много широк кръг приятели, а отношенията с тях вдъхновяват в бъдеще произведенията ѝ.
Учи временно в колежа в Грийнсбъро, Северна Каролина, след което през 1993 г. се дипломира с отличие с бакалавърска степен по английски език и творческо писане в Университета на Северна Каролина в Чапъл Хил. След дипломирането си работи като сервитьорка в ресторанта „Flying Burrito“ и да пише в свободното си време.
През 1996 г. е издаден първият ѝ роман „That Summer“ (Това лято), а през 1998 г. романът ѝ „Someone Like You“ (Някой като теб). Те стават бестселъри и печелят редица награди. През 2003 г. двата романа са екранизирани във филма „Уроци по любов“ с участието на Манди Мур, Трент Форд и Дилън Бейкър.
От 1997 г. преподава творческо писане в Университета на Северна Каролина.
Омъжва се за Джей Ърл Маркс на 10 юни 2000 г. Имат дъщеря – Саша Клементайн.
Повечето от романите на писателката описват промяната в личността на млади хора, които са преживели някаква трагедия или загуба. Темите ѝ включват проблемите на изолацията на юношите, емоционална дистанция между членовете на семейството, и прогресивната промяна в личността на героите.
Произведенията на писателката често са в списъците на бестселърите. Те са издадени в над 7 милиона екземпляра по света.
Сара Десен живее със семейството си в Чапъл Хил, Северна Каролина.

## Произведения

### Самостоятелни романи
- That Summer (1996)
- Someone Like You (1998)
- Keeping the Moon (1999) – издаден и като „Last Chance“
- Dreamland (2000)
- This Lullaby (2002)
- The Truth about Forever (2004)
Истината за завинаги, изд.: Егмонт България, София (2014), прев. Мартин Янков
- Just Listen (2006)
Слушай, изд.: Егмонт България, София (2014), прев. Гергана Йоханова
- Lock and Key (2008)
- Along for the Ride (2009)
Заедно на път, изд.: Егмонт България, София (2014), прев. Красимира Абаджиева
- What Happened to Goodbye (2011)
- The Moon and More (2013)
- Saint Anything (2015)

### Новели
- Infinity (2010)

### Сборници
- How to Deal (2002)
- Sarah Dessen Keepsake Box (2010)

### Екранизации
- Уроци по любов, Now to deal – по романите „Някой като теб“ и „Това лято“